# Смарагдов, Семён Николаевич
Семён (Сергей) Николаевич Смарагдов (3 [15] февраля 1805, Санкт-Петербург — март 1871, Кобрин) — русский историк и географ, преподаватель истории и географии, автор учебников по истории.

## Биография
Родился 3 (15) февраля 1805 года. Окончил гатчинский Воспитательный дом; затем, с 1827 по 1831 год учился в Дерптском университете и окончил философский факультет со степенью кандидата. 
Преподавал историю и географию в Сиротском институте Императорского Гатчинского Императорский военно-сиротского дома и в Институте корпуса инженеров путей сообщения. В 1840 году по конкурсу занял место адъюнкт-профессора Александровского лицея по истории и географии. 
Составил учебники:  
- «Руководство к познанию древней истории для средних учебных заведений». — Санкт-Петербург, 1840; изд VII-е. — 1859;
- «Руководство к познанию средней истории для средних учебных заведений». — Санкт-Петербург, 1841; изд. VI-е. — 1859;
- «Краткое начертание всеобщей истории для первоначальных училищ». — Санкт-Петербург, 1845; изд. VI-е. — 1855; Польский перевод Скржипинского. — Варшава, 1851;
- «Руководство к древней истории для женских учебных заведений». — Санкт-Петербург, 1849; Польский перевод Леона Рогальского. — Варшава, 1851.

Все эти учебники в свое время имели большой успех. Учебники Смарагдова не прошли бесследно и в истории цензуры, благодаря следующему очень характерному случаю. Когда в цензурном комитете рассматривался учебник Смарагдова, то профессор Давыдов потребовал вычеркнуть из него все то, что говорилось о Магомете: он был "негодяй и основатель ложной религии", говорил Давыдов. Членам комитета стоило немало труда успокоить своего председателя. 
Кроме учебников, Смарагдову принадлежат:  
- «О некоторых школах и воспитательных заведениях в Бельгии». Сочинение Визе. Перевод с немецкого Смарагдова // «Русский педагогический вестник». — 1858. Т. IV. № 6, отд. І. — С. 63—79.
- «Немецкие письма об английском воспитании». Сочинение доктора Визе. Перевод с немецкого. — СПб., 1858.
- «Людовик XIV и его век». Сочинение А. Дюма. Перевод Н. Р. Щиглеева под редакцией Смарагдова. — 1861.